# Comodica ordinata
Comodica ordinata är en fjärilsart som beskrevs av Walsingham 1914. Comodica ordinata ingår i släktet Comodica och familjen äkta malar. Inga underarter finns listade i Catalogue of Life.